# 吉奇塔尔
吉奇塔尔是奥地利克恩顿州黑马戈尔县的一个市镇。总面积56.47平方公里，总人口1321人，人口密度23.4人/平方公里（2001年）。